# Germanes (novel·la gràfica)
Germanes (anglès: Sisters) és una novel·la gràfica autobiogràfica publicada el 2014 per Raina Telgemeier. És la seqüela de Somriu i, al seu torn, té Guts com a continuació. Ha estat traduïda al català per Marc Donat Balcells.

## Argument
El llibre conta un llarg viatge per carretera d'estiu, de San Francisco a Colorado, per a reunir-se amb una altra part de la família. Explora en profunditat la relació entre la Raina i la seva germana petita, l'Amara. Incideix en les seves diferències, que generen problemes de convivència entre elles.

## Producció
L'autora va enviar un esborrany del guió il·lustrat de Germanes a la coprotagonista de la història tres anys abans que es publiqués per a demanar-li permís d'expressar la seva perspectiva de l'experiència que van viure. Així doncs, l'Amara va fer comentaris sobre algunes parts i va ajudar-la a elaborar un segon esborrany.
Les vinyetes van ser acolorides per Braden Lamb.

## Recepció

### Crítica professional
El llibre va rebre crítiques positives.
En una ressenya per a The New York Times, Maya Van Wagenen va descriure la història com «[una] que tots hem viscut, […] incòmoda però transcendent» i va afegir que era «una lectura tan ràpida com divertida». Kirkus Reviews va qualificar-la «un triomf», «tan graciosa que rius en veu alta […] i alhora seriosa i calma»; més tard, va designar-la un dels millors llibres infantils de l'any. Segons School Library Journal, «els lectors estaran molt satisfets de llegir-la». The Horn Book Magazine li va donar una puntuació espectacular el 2014.

### Premis i nominacions
El 2015, Telgemeier va rebre el premi Eisner al millor escriptor o artista per Germanes. L'obra en qüestió també va ser nominada a la llista curta de grans novel·les gràfiques per a adolescents del 2015 confeccionada per l'Associació de Serveis de Biblioteques d'Adults Joves, així com nomenada per l'Associació per al Servei de Biblioteques per a Nens el 2015 un Llibre Infantil Notable per a Lectors Mitjans.

### Altres reconeixements
El 2017, l'edició de tapa dura original en anglès va passar almenys 117 setmanes a la llista de supervendes The New York Times Best Seller list, en particular a la categoria de novel·les gràfiques de tapa dura.